# Vlastimil Hort
Vlastimil Hort   (Kladno, 12 de gener de 1944 - Eitorf, 12 de maig de 2025) va ser un Gran Mestre d'escacs alemany d'origen txec. Va ser un dels millors jugadors mundials durant els 1960 i 1970; va participar en els cicles de Candidats per al Campionat del món d'escacs, tot i que mai no va assolir arribar a disputar el títol.
Tot i la seva edat, continua en actiu, i a la llista d'Elo de la FIDE de gener de 2014, hi tenia un Elo de 2436 punts, cosa que en feia el jugador número 111 (en actiu) d'Alemanya. El seu màxim Elo (en els darrers 20 anys) va ser de 2565 punts, a la llista de gener de 1995 (posició 124 al rànquing mundial).

## Biografia i resultats destacats en competició
Nascut a Kladno, llavors Txecoslovàquia, fou ciutadà txecoslovac durant la primera (i més reeixida) part de la seva carrera escaquística. Va guanyar el campionat txecoslovac els anys 1969, 1970, 1971, 1972, 1975, i 1977. Va obtenir el títol de GM el 1965. Va guanyar diversos dels principals torneigs mundials, (Congrés Internacional de Hastings 1967-8, Skopje 1969, Obert de Reykjavík 1972 (empatat al primer lloc amb Florin Gheorghiu i Friðrik Ólafsson, aquest darrer guanyador per desempat), Memorial Rubinstein 1977, Londres 1977, etc.), i es va guanyar la reputació de ser el millor jugador no soviètic del món, cosa que el va dur a participar representant l'equip de la "Resta del Món" al gran Matx URSS contra la resta del món de 1970, on jugà al quart tauler, i hi obtingué un destacat resultat de +1 contra el fortíssim Gran Mestre soviètic Lev Polugaievski.
Va emigrar a l'Alemanya Federal durant els 1980, i va guanyar dos cops el Campionat d'escacs de la RFA els anys 1987 i 1989, i, després de la caiguda del mur de Berlín va guanyar, el 1991, el primer Campionat d'escacs de l'Alemanya reunificada.

### Zonals i interzonals

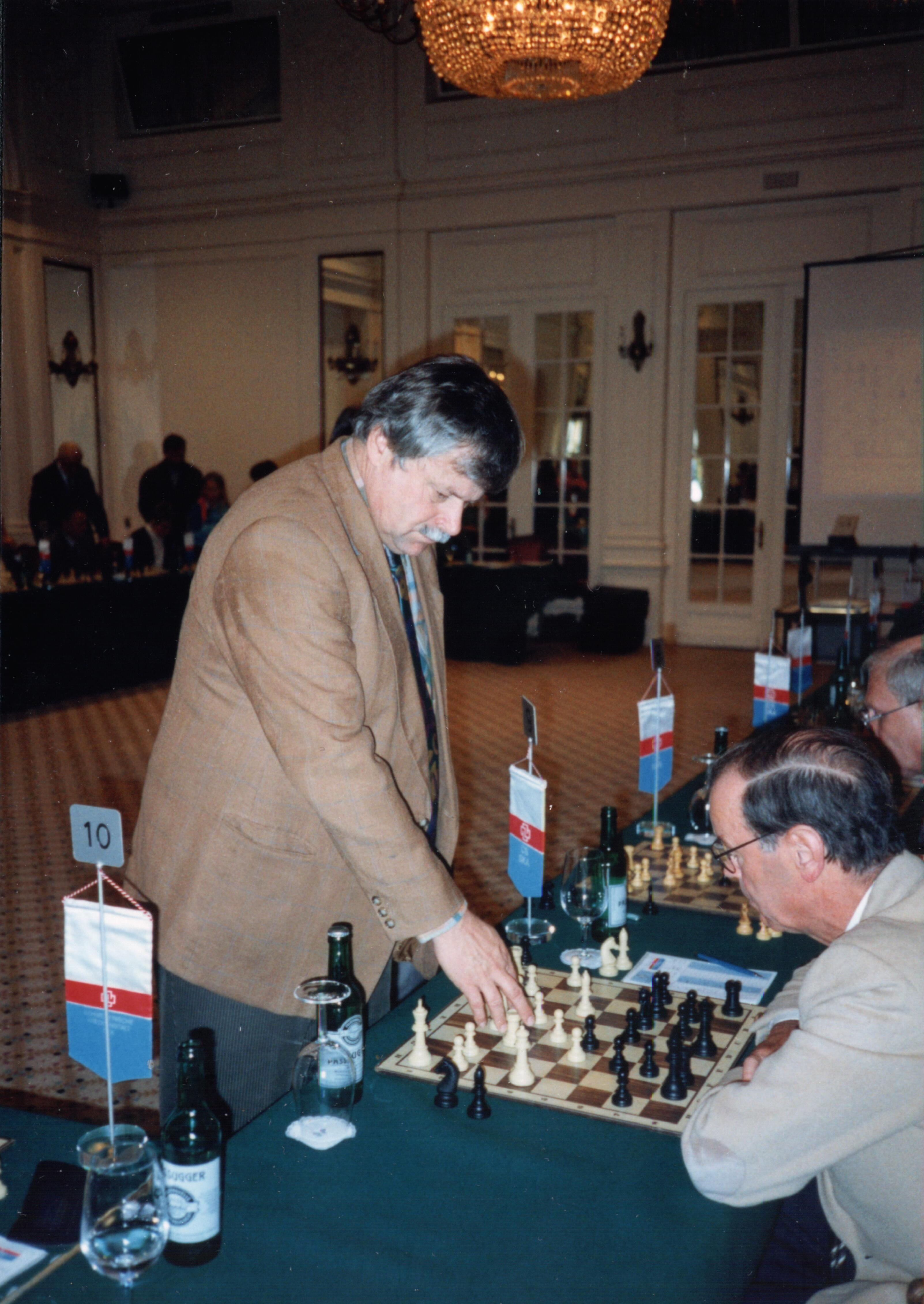
GM Vlastimil Hort en una exhibició de simultànies, el 1997

Hort va participar en diversos torneigs Zonals i Interzonals, dins el cicle pel campionat del món d'escacs, obtenint bons resultats en general, tot i que mai va assolir classificar-se per a les fases finals. Va arribar als matxs de candidats de 1977-8 però fou eliminat a la primera ronda, en un disputat matx contra l'antic campió del món Borís Spasski. La reputació d'esportivitat de Hort va incrementar-se durant aquest enfrontament, quan Spasski va emmalaltir cap a les darreries del matx. L'organització assignava a cada jugador un nombre fix de dies de descans per emparar aquest tipus de situacions, però Spasski ja havia exhaurit els seus, i, això no obstant, no es trobava prou bé per competir. Hort, que hagués pogut exigir que Spasski jugués o bé que abandonés el matx, en canvi, va oferir esportivament al seu rival un dels seus propis dies de descans per tal que l'excampió pogués recuperar-se. Spassky (també recordat com un cavaller dels escacs), va acceptar, i va acabar guanyant el matx per un estret marge, eliminant així Hort del cicle de candidats; Spasski va afirmar que el gest de Hort seria sempre recordat per la seva esportivitat. La partida final del matx va ser bastant estranya, atès que Hort havia obtingut una posició clarament guanyadora, però inexplicablement va oblidar el factor del temps, i es va quedar pensant fins que se li va esgotar, cosa que donà a Spasski el punt i el matx. L'endemà Hort va donar una exhibició de simultànies (que llavors fou rècord del món), contra més de 600 opositors, i va explicar que ho havia fet per intentar oblidar aquesta estúpida eliminació del cicle de candidats.

### Interzonal de Sousse, 1967
En aquest context, és especialment irònic que la, potser, més significativa "victòria" de Hort es va produir en una partida que, de fet, ni tan sols va jugar. El Torneig Interzonal de Sousse 1967 (que acabaria guanyant Bent Larsen), va incloure entre els seus participants no només en Hort, sinó també el gran però voluble Bobby Fischer. Mentre liderava el torneig, en Fischer es va involucrar en una disputa amb els organitzadors del torneig en relació amb l'horari de joc, que va provocar que perdés per incompareixença la seva partida contra el soviètic Aivars Gipslis. Tot i que les cròniques dels esdeveniments posteriors difereixen, sembla clar que Fischer va ser persuadit per continuar jugant, però no obstant això, després no va aparèixer per disputar la seva següent partida, contra Hort, qui va obtenir també la victòria per incompareixença. Les negociacions amb els organitzadors a partir d'aquest punt varen anar de mal borràs, i Fischer es va retirar del torneig per començar el seu penúltim allunyament dels escacs d'elit. Hort va continuar fins a finalitzar l'interzonal en el sisè lloc (empatat amb Samuel Reshevsky i Leonid Stein), però no va assolir arribar a la fase de candidats, ja que fou en Reshevsky qui va guanyar el matx eliminatori a tres bandes i va esdevenir candidat.

## Partida destacada
La següent partida va ser jugada al Zonal de Halle (RDA) 1967, (classificatori per l'Interzonal de Sousse), i il·lustra la capacitat de Hort per a convertir la iniciativa posicional en atac guanyador. El seu oponent era en aquell moment un destacat Mestre Internacional iugoslau (més tard GM). En la posició final, si les negres capturen la dama, les blanques tenen a la seva disposició un elegant mat, amb 29.Cf4+ Rh4 30.g3+!

Hort-Minić, Defensa índia de rei: 
1.d4 Cf6 2.c4 g6 3.Cc3 Ag7 4.e4 d6 5.Ae2 O-O 6.Ag5 c5 7.d5 h6 8.Ae3 Rh7 9.Cf3 Te8 10.O-O Cbd7 11.Dc2 e6 12.dxe6 Txe6 13.Tad1 De7 14.Tfe1 Cxe4 15.Cd5 Dd8 16.Ad3 f5 17.Cf4 Te8 18.Axe4 Txe4 19.Txd6 Dc7 20.Txg6 Txf4 21.Axf4 Dxf4 22.Txg7+ Rxg7 23.Dc3+ Cf6 24.Te7+ Rg6 25.Ce5+ Rh5 26.Tg7 Ae6 27.Dh3+ Dh4 28.Cg6 1-0.